# 异刺鲨属
異刺鯊（英語：Xenacanthus）為一屬已滅絕的鯊魚，最早出現於泥盆紀晚期，直到三疊紀結束（約 202 百萬年前）。牠們的化石發現於全世界。

## 描述

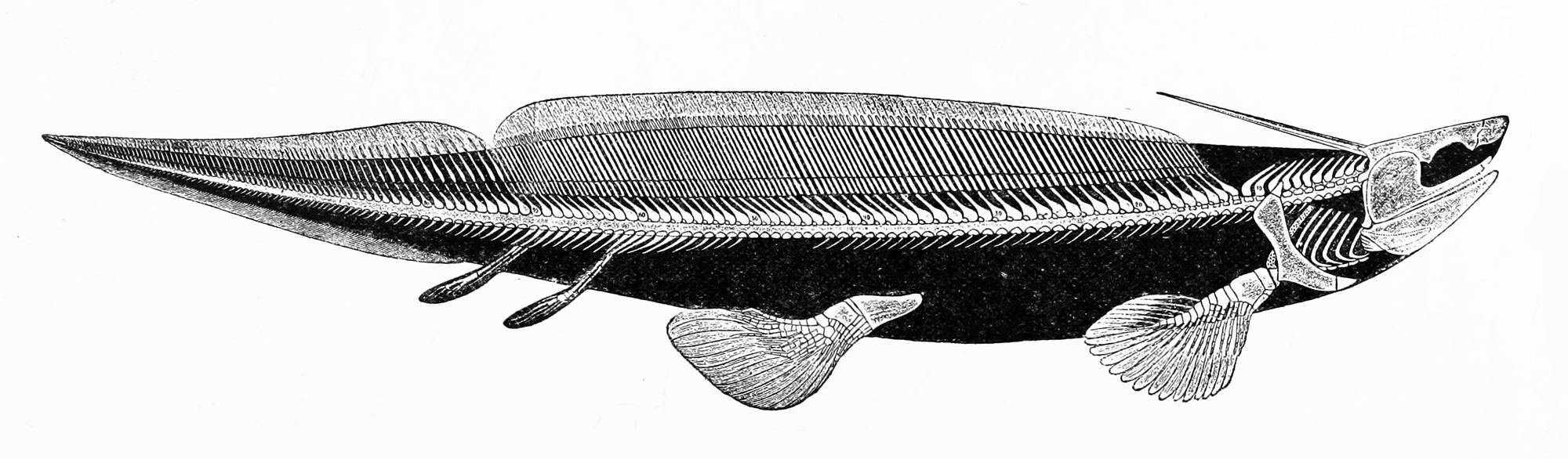
X. decheni 的骨架復原圖

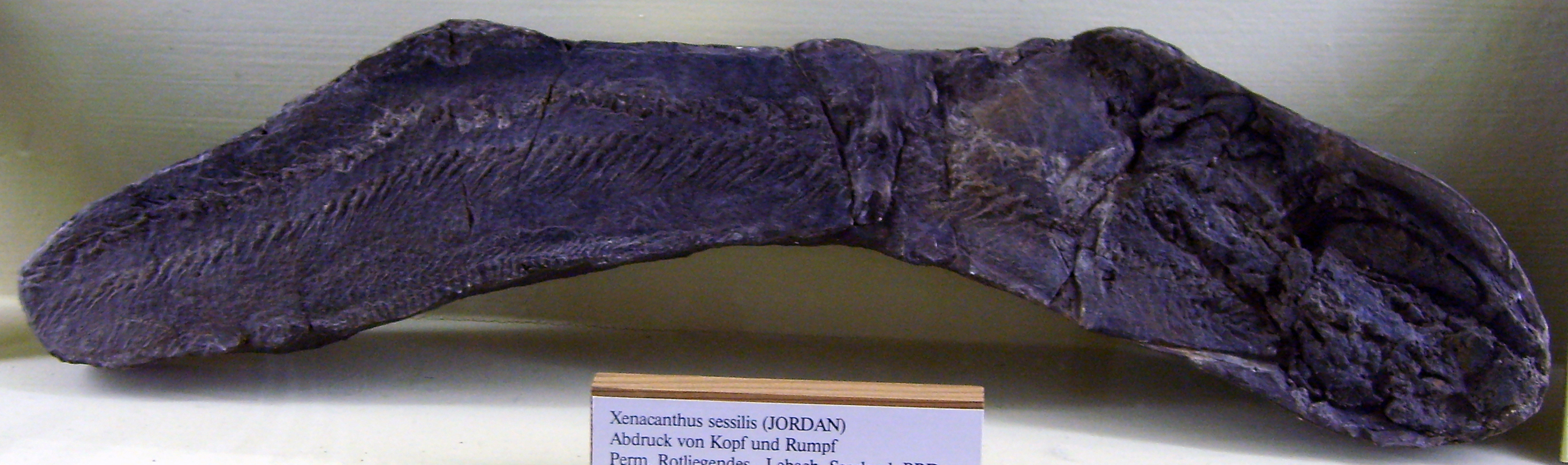
X. sessilis 的印痕化石，展於德國柏林自然博物館

異刺鯊主要生活於淡水水域，體長約 1米（3.3英尺）。背鰭型態近似鰻魚，延伸至尾部與尾鰭、臀鰭相連，也因此游泳方式可能也和鰻魚類似。單一棘刺自頭部突出，科學家認為這跟棘刺可能含有毒液，作用與現存魟魚的尾棘類似。牙齒呈「V」字形，可能以小型甲殼綱與具堅硬鱗片的古鳕目魚類為食。
和其他史前鯊魚一樣，發現到的異刺鯊化石部位以牠們的牙齒與脊椎居多。

## 種
- X. atriossis
- X. compressus
- X. decheni
- X. denticulatus
- X. erectus
- X. gibbosus
- X. gracilis
- X. howsei
- X. laevissimus
- X. latus
- X. luedernesis
- X. moorei
- X. ossiani
- X. ovalis
- X. parallelus
- X. parvidens
- X. ragonhai - 巴西 Rio do Rasto Formation（英语：Rio do Rasto Formation）[3]
- X. robustus
- X. serratus
- X. slaughteri
- X. taylori

## 外部連結
- 維基物種上的相關：异刺鲨属
- 维基共享资源上的相關多媒體資源：异刺鲨属